# RELIKT-1
RELIKT-1 (někdy také RELICT-1) byl sovětský experiment na výzkum anizotropie reliktního záření na palubě satelitu Prognoz 9 (start 1. července 1983). Tento experiment podal horní limity anizotropie na velkých škálách. Podle nového vyhodnocení dat v pozdějších letech měl experiment zachytit anisotropii reliktního záření. Výsledky byly hlášeny v lednu 1992 v Moskvě na astronomickém semináři, který se konal ve Šternbergově astronomickém institutu, a publikovány byly například v čísle 4/1992 časopisu "Věda v SSSR" a v Soviet Astronomy Letters v květnu–červnu 1992. Nicméně Nobelova cenu za fyziku pro rok 2006 připadla týmu amerických vědců, který oznámil stejná pozorování 23. dubna 1992 na základě dat přijatých ze sondy COBE.
Tento experiment byl připraven Ústavem pro výzkum vesmíru Sovětské akademie věd, pod dohledem Igora Strukova.
Mapa oblohy v 37 GHz byl pořízena za použití 8 mm radiometru Dickeova typu. Radiometr nemohl provádět multipásmová astronomická pozorování. Celé nebe bylo pozorováno 6 měsíců. Úhlové rozlišení bylo 5.5 stupňů, s teplotním rozlišením 0,6 mK.

## Výstupy
Galaktické mikrovlnné toky byl měřeny a dále byl pozorován dipól reliktního záření. Kvadrupólový moment byl nalezen mezi 17 a 95 mikrokelviny rms, s 90% úrovní spolehlivosti.
Mapa tepelného záření vesmíru sloužila jako symbol mezinárodní konference "The Cosmic Wave Background: 25 Years Later" konané v L'Aquila v Itálii v roce 1989.
Objev anizotropie sondou RELIKT-1 byl poprvé oficiálně představeny v lednu 1992 na moskevském astronomickém semináři konaném v Šternbergově astronomickém institutu.
V návaznosti na RELIKT-1 bylo rozhodnuto v roce 1986 provádět studium anizotropie CMB jako součást projektu RELIKT-2. Citlivost zařízení se výrazně zvýšila. Sonda měla být vypuštěna v letech 1993-1994, ale k zahájení nikdy nedošlo z důvodu nedostatku finančních prostředků po rozpadu Sovětského svazu.